# Lively Lady
Lively Lady est un voilier monocoque gréé en ketch et construit en bois en 1948. Il est connu pour avoir vu à son bord Alec Rose terminer la Transat anglaise 1964 en quatrième position et réaliser une circumnavigation quatre ans plus tard en 354 jours.

## Aspects techniques
Lively Lady mesure 36 pieds de long, soit 11 m,,,.

## Histoire
Il est fabriqué en 1948 à S.J.P. Cambridge à Calcutta (Inde) dans un bois Padouk.
En 1964, à son bord, Alec Rose termine quatrième de la Transat anglaise, en 36 jours 17 h et 30 min.
En 1968, Alec Rose réalise un tour du monde en solitaire en 354 jours,.

## Épilogue
Pour que le bateau soit présentable le jour du cinquantième anniversaire de son tour du monde, une restauration est entamée en septembre 2017.